# Felice Cinotti
Felice Cinotti (Montescudaio, 10 giugno 1878 – Montescudaio, 8 agosto 1978) è stato un veterinario e fotografo italiano.
Nella sua attività di chirurgo veterinario e docente universitario, Cinotti ideò numerose metodologie, tecniche e strumentazioni chirurgiche. Fu inoltre un fotografo e divulgatore di tecniche fotografiche.

## Biografia
Dopo la laurea si classificò primo al Concorso di Cavalleria a Pinerolo e svolse il servizio militare come ufficiale veterinario: l'incarico gli consentì di maturare una significativa esperienza con i cavalli. Collaborò inoltre con Pierre-Juste Cadiot, presidente dell'Accademia veterinaria di Francia.
Dal 1903 al 1909, presso la Scuola di Zoiatria di Pisa, fu allievo assistente e aiuto del professor Andrea Alfonso Vacchetta, ritenuto il più importante chirurgo veterinario degli inizi del Novecento, che aveva portato la scuola veterinaria pisana a un livello internazionalmente riconosciuto. Fu inoltre allievo del professor Virginio Bossi, il più importante esperto di patologia chirurgica del periodo. Nel 1909 conseguì la libera docenza in patologia chirurgica e clinica chirurgica veterinaria.
Nel 1910, vinto un concorso internazionale, si trasferì in Argentina per insegnare come professore di Patologia speciale, Semeiotica e Podologia presso la Facoltà di Agronomia e Veterinaria di Buenos Aires. In Argentina approfondì le conoscenze di patologia e istologia.
In quegli stessi anni iniziò la sua attività come fotoamatore ma, soprattutto, come esperto di tecnica fotografica e diffusore di prodotti, apparecchi, libri e riviste di Rodolfo Namias.
Durante la Guerra di Libia del 1911 si aprirono diverse contese tra Italia e Argentina sulle questioni sanitarie. Per impedire la diffusione dell'afta epizootica,  egli fu nominato, dal Consolato generale italiano a Buenos Aires, arbitro nelle spedizioni di bovini verso l'Italia.
Il 21 agosto del 1915 rientrò in Italia perché richiamato alle armi e prestò servizio come ufficiale veterinario per tutta la durata della prima guerra mondiale; in seguito, ricevette due medaglie per il servizio prestato. Alla fine del conflitto fu invitato ufficialmente a riprendere l’insegnamento in Argentina ma decise di rimanere in Italia.
Nel 1920 si trasferì a Napoli poiché aveva vinto il concorso per un posto all'Istituto Superiore di Medicina Veterinaria della città. Nell'istituto ebbe un ruolo importante nel riordinarne l'amministrazione, tanto è vero che il Ministero vincolò la trasformazione dell'Istituto in Facoltà di Veterinaria alla conclusione delle sue riforme. Quando nel 1934 l'Istituto fu effettivamente trasformato in Facoltà di Veterinaria, egli ne divenne il primo direttore. Durante il suo mandato consenti anche la costruzione della Casa dello studente mettendo a disposizione un'area nei pressi della Facoltà.
Nel 1936, su sua richiesta, Cinotti si trasferì all'Università di Milano al posto del professor Virginio Bossi; insegnò lì fino al pensionamento, nel 1952.
Nel 1953 Felice Cinotti si ritirò a Montescudaio, dove morì centenario.

## Attività scientifica

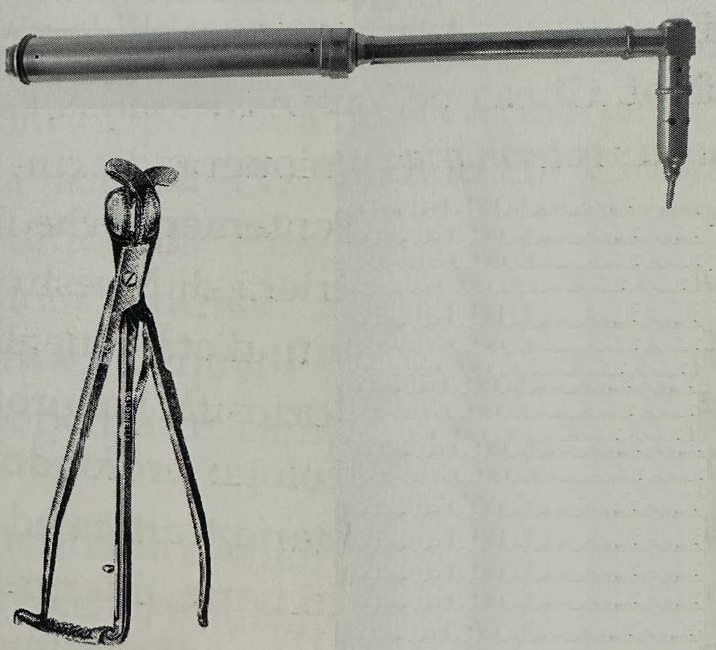
Termocauterio e tenaglia Cinotti

Egli introdusse in Italia le tecniche e conoscenze sviluppate durante la sua docenza in Argentina e tradusse in italiano il testo di tecnica chirurgica di P. J. Cadiot.
I suoi studi originali furono rivolti a diversi aspetti della veterinaria, includendo paralisi, innesti ghiandolari, trombosi, ossificazione, rifrazione dell'occhio, tenotomia, castrazione, briglia radiale e osteopatia cronica. Il suo lavoro fu comunque rivolto soprattutto alla patologia delle malattie infettive e alla chirurgia. Per quanto riguarda la patologia, raccolse e studiò molti casi di malattie infettive e determinò il collegamento esistente tra salute e alimentazione. Ciò lo portò ad affrontare in maniera diversa malattie che prima venivano curate attraverso la terapia chirurgica. Il nuovo approccio abbinò lo studio dell'alimentazione all’utilizzo di farmaci antibatterici avvicinando la medicina veterinaria a quella umana.
Anche se egli cercò di limitare l'uso, il suo interesse principale fu comunque rivolto alla chirurgia: le sue opere più note sono Patologia e terapia chirurgica veterinaria (Vallardi, 1948), e Medicina operatoria veterinaria (Vallardi, 1952). Propose inoltre nuovi approcci chirurgici che permisero di curare patologie prima non curabili e realizzò nuovi strumenti chirurgici come il termocauterio  o la "tenaglia Cinotti" per la castrazione degli stalloni. Mise inoltre a punto nuove metodologie, come per esempio la "sfenoprova".

## Fotografia
Egli unì la passione per la veterinaria a quella per la fotografia. Oltre a essere un bravo fotografo svolse il compito di divulgatore di tecniche e tecnologie fotografiche.
Nel periodo tra il 1910 e il 1915 diventò un punto di riferimento in America latina per numerosi produttori di materiali fotografici dell’epoca quali per esempio la M. Cappelli, la Fratelli Kahn e la Mackensteine, e per riviste del settore quali l’annuario El progreso fotografico attraverso il quale convinse aziende quali la Eastman Kodak e la Carl Zeiss a pubblicizzare per la prima volta i propri prodotti in America latina.
Dal punto di vista artistico, Cinotti si concentrò sulla fotografia stereoscopica. Tra le sue fotografie vi sono sia ritratti che foto di viaggio attraverso le quali cercò di rappresentare i personaggi tipici e i luoghi incontrati nei suoi viaggi.

## Onorificenze
Cittadino Onorario di Montescudaio dal 1961, ottenne numerosi riconoscimenti: 
- Commendatore della Corona d’Italia
- Commendatore al Merito della Repubblica
- Membro dell'Accademia Veterinaria di Francia
- membro dell'accademia Nazionale di Agronomia e Veterinaria di Buenos Aires
- Socio onorario della Società Italiana di Scienze Veterinarie.

Ultime medaglie d’oro, in ordine cronologico, furono quella consegnatagli con rito solenne nell'Aula Magna dell'Università di Pisa e quella dell'Ordine dei Veterinari della Provincia di Pisa.

## Opere
- Ricerche sulla rifrazione dell'occhio del cavallo mediante la schiascopia, Pisa: Tip. Simoncini, 1912
- La podotrochilite nel mulo, Pisa: Tip. Simoncini, 1912
- Podologia, Cisalpino UTET, 1947
- Patologia e terapia chirurgica veterinaria, Vallardi, 1948
- Medicina operatoria veterinaria, Vallardi, 1952

## Traduzioni
- P. J. Cadiot, Manuale di Chirurgia Veterinaria (Prima edizione), Cisalpino UTET
- P. J. Cadiot, Manuale di Chirurgia Veterinaria (Seconda edizione riveduta ed annotata dal Professor Felice Cinotti), Cisalpino UTET, 1927